# Record du monde de natation messieurs du 200 mètres brasse
Progression du record du monde de natation sportive messieurs pour l'épreuve du 200 mètres brasse en bassin de 50 et 25 mètres.

## Bassin de 50 mètres
Légende : les mentions « s, d ou f » éventuellement placées entre parenthèses après la nature de la compétition signifient respectivement que le record a été battu au cours d’une série, d’une demi-finale ou d’une finale.
| Brasse papillon            |                               |           |       |                      |                                                                  |                 |                                 |
| 3 min 09 s 2               | Frederick Holman              | 1883      | 25    | Royaume-Uni          | Jeux olympiques (f)                                              | Londres         | 18 juillet 1908                 |
| 3 min 08 s 3               | Robert Andersson              | 1886      | 23    | Suède                |                                                                  | Stockholm       | 18 avril 1909                   |
| 3 min 00 s 8               | Félicien Courbet              | 1888      | 22    | Belgique             |                                                                  | Schaerbeek      | 2 octobre 1910                  |
| 2 min 56 s 6               | Percy Courtman                | 1888      | 26    | Royaume-Uni          |                                                                  | Garston         | 28 juillet 1914                 |
| 2 min 54 s 4               | Erich Rademacher              | 1901      | 21    | Allemagne            |                                                                  | Amsterdam       | 12 novembre 1922                |
| 2 min 52 s 6               | Robert Skelton                | 1903      | 21    | États-Unis           |                                                                  | Milwaukee       | 21 mars 1924                    |
| 2 min 50 s 4               | Erich Rademacher              | 1901      | 23    | Allemagne            |                                                                  | Magdebourg      | 7 avril 1924                    |
| 2 min 48 s 0               | Erich Rademacher              | 1901      | 26    | Allemagne            |                                                                  | Bruxelles       | 11 mars 1927                    |
| 2 min 48 s 0               | Tsuruta Yoshiyuki (en)        | 1903      | 26    | Japon                |                                                                  | Kyoto           | 27 juillet 1929                 |
| 2 min 44 s 6               | Lionel Spence                 |           |       | États-Unis           |                                                                  | Chicago         | 2 avril 1931                    |
| 2 min 44 s 0               | Lionel Spence                 |           |       | États-Unis           |                                                                  | New Haven       | 1er avril 1932                  |
| 2 min 42 s 6               | Jacques Cartonnet             | 1911      | 22    | France               |                                                                  | Paris           | 8 février 1933                  |
| 2 min 42 s 4               | Erwin Sietas                  | 1910      | 25    | Reich allemand       |                                                                  | Düsseldorf      | 16 mars 1935                    |
| 2 min 39 s 6               | Jacques Cartonnet             | 1911      | 24    | France               |                                                                  | Paris           | 4 mai 1935                      |
| 2 min 37 s 2               | Jack Kasley                   | 1916      | 20    | États-Unis           |                                                                  | New Haven       | 28 mars 1936                    |
| 2 min 36 s 8               | Alfred Nakache                | 1915      | 26    | France               |                                                                  | Marseille       | 6 juillet 1941                  |
| 2 min 35 s 6               | Joe Verdeur                   | 1926      | 20    | États-Unis           |                                                                  | Bainbridge      | 5 avril 1946                    |
| 2 min 35 s 0               | Joe Verdeur                   | 1926      | 21    | États-Unis           |                                                                  | New Haven       | 15 février 1947                 |
| 2 min 32 s 0               | Joe Verdeur                   | 1926      | 22    | États-Unis           |                                                                  | New Haven       | 15 février 1948                 |
| 2 min 30 s 5               | Joe Verdeur                   | 1926      | 22    | États-Unis           |                                                                  | New Haven       | 2 avril 1948                    |
| 2 min 30 s 0               | Joe Verdeur                   | 1926      | 22    | États-Unis           |                                                                  | New Haven       | 28 juin 1948                    |
| 2 min 28 s 3               | Joe Verdeur                   | 1926      | 24    | États-Unis           |                                                                  | New Haven       | 31 mars 1950                    |
| 2 min 27 s 3               | Herbert Klein                 | 1923      | 28    | Allemagne de l'Ouest |                                                                  | Munich          | 9 juin 1951                     |
| Séparation brasse papillon |                               |           |       |                      |                                                                  |                 |                                 |
| 2 min 37 s 4               | Knud Gleie                    | 1935      | 18    | Danemark             |                                                                  | Copenhague      | 14 février 1953                 |
| 2 min 36 s 6               | Masaru Furukawa               | 1936      | 18    | Japon                |                                                                  | Tokyo           | 10 avril 1954                   |
| 2 min 35 s 4               | Masaru Furukawa               | 1936      | 18    | Japon                |                                                                  | Tokyo           | 10 avril 1954                   |
| 2 min 35 s 2               | Mamoru Tanaka                 |           |       | Japon                |                                                                  | Tokyo           | 17 septembre 1954               |
| 2 min 33 s 7               | Masaru Furukawa               | 1936      | 19    | Japon                |                                                                  | Tokyo           | 5 août 1955                     |
| 2 min 31 s 0               | Masaru Furukawa               | 1936      | 19    | Japon                |                                                                  | Tokyo           | 1er octobre 1955                |
| Changement de règlement    |                               |           |       |                      |                                                                  |                 |                                 |
| 2 min 36 s 5               | Terry Gathercole              | 1935      | 23    | Australie            |                                                                  | Townsville      | 28 juin 1958                    |
| 2 min 33 s 6               | Chet Jastremski               | 1941      | 20    | États-Unis           |                                                                  | Tokyo           | 28 juillet 1961                 |
| 2 min 29 s 6               | Chet Jastremski               | 1941      | 20    | États-Unis           |                                                                  | Los Angeles     | 19 août 1961                    |
| 2 min 28 s 2               | Chet Jastremski               | 1941      | 23    | États-Unis           |                                                                  | New York        | 30 août 1964                    |
| 2 min 27 s 8               | Ian O'Brien                   | 1947      | 17    | Australie            |                                                                  | Tokyo           | 15 octobre 1964                 |
| 2 min 27 s 4               | Vladimir Kosinsky             |           |       | Union soviétique     |                                                                  | Tallinn         | 3 avril 1968                    |
| 2 min 26 s 5               | Nikolai Pankin                | 1949      | 20    | Union soviétique     |                                                                  | Minsk           | 22 mars 1969                    |
| 2 min 25 s 4               | Nikolai Pankin                | 1949      | 20    | Union soviétique     |                                                                  | Magdebourg      | 19 avril 1969                   |
| 2 min 23 s 5               | Brian Job                     | 1951      | 19    | États-Unis           |                                                                  | Los Angeles     | 22 août 1970                    |
| 2 min 22 s 79              | John Hencken                  | 1954      | 18    | États-Unis           | Championnats États-Unis                                          | Chicago         | 3 août 1972                     |
| 2 min 21 s 55              | John Hencken                  | 1954      | 18    | États-Unis           | Jeux olympiques (f)                                              | Munich          | 2 septembre 1972                |
| 2 min 20 s 52              | John Hencken                  | 1954      | 19    | États-Unis           |                                                                  | Louisville      | 24 août 1973                    |
| 2 min 19 s 28              | David Wilkie                  | 1954      | 19    | Royaume-Uni          | Championnats du monde (f)                                        | Belgrade        | 9 septembre 1973                |
| 2 min 18 s 93              | John Hencken                  | 1954      | 20    | États-Unis           | Championnats des États-Unis                                      | Concord         | 24 août 1974                    |
| 2 min 18 s 21              | John Hencken                  | 1954      | 20    | États-Unis           | Match États-Unis/Allemagne de l'Est                              | Concord         | 1er septembre 1974              |
| 2 min 15 s 11              | David Wilkie                  | 1954      | 22    | Royaume-Uni          | Jeux olympiques (f)                                              | Montréal        | 24 juillet 1976                 |
| 2 min 14 s 77              | Victor Davis                  | 1964      | 18    | Canada               | Championnats du monde (f)                                        | Guayaquil       | 8 août 1982                     |
| 2 min 14 s 58              | Victor Davis                  | 1964      | 20    | Canada               | Championnats du Canada                                           | Etobicoke       | 17 juin 1984                    |
| 2 min 13 s 34              | Victor Davis                  | 1964      | 20    | Canada               | Jeux olympiques (f)                                              | Los Angeles     | 2 août 1984                     |
| 2 min 12 s 90              | Mike Barrowman                | 1968      | 21    | États-Unis           | Championnats États-Unis (s)                                      | Los Angeles     | 4 août 1989                     |
| 2 min 12 s 90              | Nick Gillingham               | 1967      | 22    | Royaume-Uni          | Championnats d'Europe                                            | Bonn            | 19 août 1989                    |
| 2 min 12 s 89              | Mike Barrowman                | 1968      | 21    | États-Unis           | Championnats pan-pacifiques (f)                                  | Tokyo           | 20 août 1989                    |
| 2 min 11 s 53              | Mike Barrowman                | 1968      | 22    | États-Unis           | Goodwill games                                                   | Seattle         | 20 juillet 1990                 |
| 2 min 11 s 23              | Mike Barrowman                | 1968      | 23    | États-Unis           | Championnats du monde (f)                                        | Perth           | 13 janvier 1991                 |
| 2 min 11 s 19              | Mike Barrowman                | 1968      | 23    | États-Unis           | Championnats États-Unis                                          | Fort Lauderdale | 13 août 1991                    |
| 2 min 10 s 83              | Mike Barrowman                | 1968      | 24    | États-Unis           | Jeux olympiques (f)                                              | Barcelone       | 29 juillet 1992                 |
| 2 min 09 s 97              | Kōsuke Kitajima               | 1982      | 20    | Japon                | Jeux asiatiques                                                  | Pusan           | 2 octobre 2002                  |
| 2 min 09 s 52              | Dmitry Komornikov             | 1981      | 23    | Russie               | Mare Nostrum                                                     | Barcelone       | 14 juin 2003                    |
| 2 min 09 s 42              | Kōsuke Kitajima               | 1982      | 21    | Japon                | Championnats du monde (f)                                        | Barcelone       | 24 juillet 2003                 |
| 2 min 09 s 04              | Brendan Hansen                | 1981      | 23    | États-Unis           | Sélections olympiques                                            | Long Beach      | 11 juillet 2004                 |
| 2 min 08 s 74              | Brendan Hansen                | 1981      | 25    | États-Unis           | Championnats des États-Unis (f)                                  | Irvine          | 5 août 2006                     |
| 2 min 08 s 50              | Brendan Hansen                | 1981      | 25    | États-Unis           | Championnats pan-pacifiques (f)                                  | Victoria        | 21 août 2006                    |
| 2 min 07 s 51              | Kōsuke Kitajima               | 1982      | 26    | Japon                | Open du Japon                                                    | Tokyo           | 8 juin 2008                     |
| 2 min 07 s 31              | Christian Sprenger            | 1985      | 23    | Australie            | Championnats du monde (d)                                        | Rome            | 30 juillet 2009                 |
| 2 min 07 s 28              | Dániel Gyurta                 | 1989      | 23    | Hongrie              | Jeux olympiques (f)                                              | Londres         | 1er août 2012                   |
| 2 min 07 s 01,             | Akihiro Yamaguchi             | 1994      | 18    | Japon                | Jeux nationaux (f)                                               | Gifu            | 15 septembre 2012               |
| 2 min 06 s 67              | Ippei Watanabe Matthew Wilson | 1997 1998 | 20 21 | Japon Australie      | Meeting national 'Kosuke Kitajima Cup' Championnats du monde (d) | Tokyo Gwangju   | 29 janvier 2017 25 juillet 2019 |
| 2 min 06 s 12              | Anton Chupkov                 | 1997      | 22    | Russie               | Championnats du monde (f)                                        | Gwangju         | 26 juillet 2019                 |
| 2 min 05 s 95              | Zac Stubblety-Cook            | 1999      | 23    | Australie            | Championnats d'Australie (f)                                     | Adélaïde        | 19 mai 2022                     |
| 2 min 05 s 48              | Qin Haiyang                   | 1999      | 24    | Chine                | Championnats du monde (f)                                        | Fukuoka         | 28 juillet 2023                 |

## Bassin de 25 mètres
Légende : les mentions « s, d ou f » éventuellement placées entre parenthèses après la nature de la compétition signifient respectivement que le record a été battu au cours d’une série, d’une demi-finale ou d’une finale.
| Temps         | Athlète            | Naissance | Âge | Nationalité | Compétition                  | Lieu        | Date             |
| ------------- | ------------------ | --------- | --- | ----------- | ---------------------------- | ----------- | ---------------- |
| 2 min 08 s 15 | Nick Gillingham    | 1967      | 24  | Royaume-Uni |                              | Birmingham  | 20 octobre 1991  |
| 2 min 07 s 79 | Andrei Korneev     |           |     | Russie      | Coupe du monde               | Paris       | 28 mars 1998     |
| 2 min 07 s 59 | Roman Sludnov      | 1980      | 20  | Russie      | Championnats du monde (f)    | Athènes     | 19 mars 2000     |
| 2 min 06 s 40 | Ed Moses           | 1980      | 20  | États-Unis  | Championnats NCAA            | Minneapolis | 25 mars 2000     |
| 2 min 04 s 37 | Ed Moses           | 1980      | 22  | États-Unis  | Coupe du monde               | Paris       | 18 janvier 2002  |
| 2 min 03 s 28 | Ed Moses           | 1980      | 22  | États-Unis  | Coupe du monde               | Stockholm   | 22 janvier 2002  |
| 2 min 03 s 17 | Ed Moses           | 1980      | 22  | États-Unis  | Coupe du monde               | Berlin      | 26 janvier 2002  |
| 2 min 02 s 92 | Ed Moses           | 1980      | 24  | États-Unis  | Coupe du monde               | Berlin      | 26 janvier 2004  |
| 2 min 01 s 98 | Christian Sprenger | 1985      | 24  | Australie   | Championnats d'Australie (f) | Hobart      | 10 août 2009     |
| 2 min 00 s 67 | Dániel Gyurta      | 1989      | 20  | Hongrie     | Championnats d'Europe (f)    | Istanbul    | 13 décembre 2009 |
| 2 min 00 s 48 | Dániel Gyurta      | 1989      | 25  | Hongrie     | Coupe du monde (f)           | Dubai       | 31 août 2014     |
| 2 min 00 s 44 | Marco Koch         | 1990      | 26  | Allemagne   | Championnats d'Allemagne     | Berlin      | 20 novembre 2016 |
| 2 min 00 s 16 | Kirill Prigoda     | 1995      | 22  | Russie      | Championnats du monde (f)    | Hangzhou    | 13 décembre 2018 |

## 200 yards brasse
Légende : les mentions « s, d ou f » éventuellement placées entre parenthèses après la nature de la compétition signifient respectivement que le record a été battu au cours d’une série, d’une demi-finale ou d’une finale.
| Temps         | Athlète         | Naissance | Âge | Nationalité                             | Compétition                             | Lieu            | Date              |
| ------------- | --------------- | --------- | --- | --------------------------------------- | --------------------------------------- | --------------- | ----------------- |
| 1 min 51 s 74 | Brendan Hansen  | 1981      | 25  | États-Unis Université du Texas à Austin |                                         | Austin          | 3 mars 2006       |
| 1 min 51 s 40 | Neil Versfeld   | 1985      | 24  | Afrique du Sud Université de Géorgie    | Championnats NCAA (f)                   | College Station | 28 mars 2009      |
| 1 min 50 s 73 | Kevin Cordes    | 1993      | 19  | Université d'Arizona                    | Championnats d'hiver des États-Unis (f) | Austin          | 1er décembre 2012 |
| 1 min 49 s 79 | Kevin Cordes    | 1993      | 19  | Université d'Arizona                    | Championnats NCAA (s)                   | Indianapolis    | 30 mars 2013      |
| 1 min 48 s 68 | Kevin Cordes    | 1993      | 19  | Université d'Arizona                    | Championnats NCAA (f)                   | Indianapolis    | 30 mars 2013      |
| 1 min 48 s 66 | Kevin Cordes    | 1993      | 20  | Université d'Arizona                    | Championnats NCAA (f)                   | Austin          | 29 mars 2014      |
| 1 min 48 s 12 | Will Licon (en) | 1994      | 21  | Université du Texas à Austin            | Championnats NCAA (f)                   | Atlanta         | 26 mars 2016      |
| 1 min 47 s 91 | Will Licon (en) | 1994      | 22  | Université du Texas à Austin            | Championnats NCAA (f)                   | Indianapolis    | 25 mars 2017      |
| 1 min 47 s 67 | Léon Marchand   | 2002      | 20  | Université d'État de l'Arizona          | Championnats de conférence Pac-12 (f)   | Federal Way     | 4 mars 2023       |
| 1 min 46 s 91 | Léon Marchand   | 2002      | 20  | Université d'État de l'Arizona          | Championnats NCAA (f)                   | Minnesota       | 25 mars 2023      |
| 1 min 46 s 35 | Léon Marchand   | 2002      | 21  | Université d'État de l'Arizona          | Championnats NCAA (f)                   | Indianapolis    | 30 mars 2024      |